# بوغدان تودور
بوغدان تودور (بالرومانية: Bogdan Tudor)‏ هو لاعب اتحاد الرغبي روماني، ولد في 29 نوفمبر 1976 في رومانيا.

## وصلات خارجية
- بوغدان تودور عل موقع إسبنسكروم (الإنجليزية)
- بوغدان تودور على موقع ItsRugby.co.uk (الإنجليزية)